# Tàu ngầm lớp Sava
Tàu ngầm lớp Sava là loại tàu ngầm điện-diesel cuối cùng do Nam Tư chế tạo trong những năm 1970. Nó là phiên bản cải tiến của tàu ngầm lớp Heroj, lớp tàu ngầm này có tính năng tự động hóa cao hơn giúp giảm số lượng thủy thủ đoàn từ đó giảm kích thước của tàu, nhưng vẫn giữ được các đặc tính chiến thuật và kỹ thuật. Từ năm 1975 đến 1981 xưởng đóng tàu tại Split đã đóng hai chiếc tàu ngầm thuộc lớp này và theo truyền thống chúng được đặt tên theo các con sông tại Nam Tư. Hệ thống điện tử và vũ khí được chuyển giao từ Liên Xô. Sau khi Nam Tư tan rã năm 2003 hai chiếc được chia cho Serbia và Montenegro mỗi nước một chiếc. Chúng vẫn hoạt động trong các hạm đội cho đến năm 2006 sau đó được ra khỏi biên chế.